# Infectiologie
L'infectiologie est une spécialité médicale traitant du diagnostic, du contrôle et du traitement des infections. Le travail d'un infectiologue consiste en grande partie à gérer les infections nosocomiales (acquises à l'hôpital), mais peut aussi impliquer des consultations externes. 

## Champ de compétence
Les infectiologues sont généralement des consultants auprès d'autres médecins en cas d'infections complexes, et gèrent souvent les patients atteints du SIDA et autres formes d'immunodéficience. Bien que de nombreuses infections courantes soient traitées par des médecins sans expertise formelle en infectiologie, des spécialistes peuvent être consultés pour les cas dans lesquels une infection est difficile à diagnostiquer ou à gérer. Il leur est également parfois demandé d'aider à déterminer la cause d'une fièvre d'origine inconnue.
Les infectiologues peuvent exercer tant dans les hôpitaux (interne) que dans les cliniques (externe). Dans les hôpitaux, les infectiologues contribuent à assurer des diagnostics et traitements rapides des infections en recommandant les tests appropriés pour en identifier la source et en indiquant des antibiotiques à même de traiter l'infection. Pour certains types d'infections, l'aide apportée par les infectiologues peut grandement améliorer l'état de santé des patients; Dans les cliniques, les infectiologues peuvent fournir des soins de longue durée aux patients atteints d'infections chroniques telles que le SIDA. 

## Histoire
L'infectiologie est historiquement associée à la médecine tropicale, car de nombreuses maladies acquises dans les régions tropicales et subtropicales sont de nature infectieuse.

## Formation

### En Suisse
La délivrance du titre d'infectiologue requiert une formation post-graduée (c'est-à-dire obtenue après le cursus complet permettant la délivrance du titre de docteur en médecine) de 6 ans, dont trois ans passés dans un service de médecine interne ou de pédiatrie, et trois ans en infectiologie. Au moins deux ans de pratique hospitalière doivent être effectués dans un hôpital de catégorie A, et la seconde partie de la formation doit comprendre un stage de dix-huit mois minimum en infectiologie clinique. Un stage de dix-huit mois au maximum, facultatif, peut être validé en infectiologie expérimentale, un passage dans un service de microbiologie clinique étant toutefois recommandé pour les médecins désirant s'orienter vers une carrière clinique. Un autre prérequis est la publication de deux articles dans une revue à comité de lecture, dont un comme auteur principal. Un examen sanctionne la délivrance du titre.

### En France
Depuis 1984, il existe un diplôme d'études spécialisées complémentaires non qualifiant, le DESC de pathologie infectieuse clinique et biologique obtenu après deux années de formation, l'une au cours de l'internat, l'autre en post internat. Depuis une réforme en 2018, la formation est portée à 5 ans et devient qualifiante. Elle comporte des stages hospitaliers assortis de deux demi-journées de formation par semaine. La formation s'achève par la présentation d'un mémoire. Pour les anciens praticiens hospitaliers nommés au concours dans la spécialité  Maladies Infectieuses et les professeurs des universités-praticiens hospitaliers dans la discipline maladies infectieuses-maladies tropicales (45.03), le titre peut être accordé sur simple demande.

## Diagnostic
Les infectiologues ont à leur disposition un large éventail de tests pour tenter d'identifier l'agent pathogène causant une infection. Les plus courants comprennent la coloration de Gram, les hémocultures, les tests sérologiques, le génotypage et la réaction en chaîne par polymérase .

## Traitement
Les infectiologues utilisent des agents antimicrobiens pour traiter les infections. Le type d'antimicrobien utilisé dépend de l'organisme infectieux : les antibiotiques sont utilisés pour traiter les infections bactériennes, les agents antiviraux pour les infections virales et les agents antifongiques pour les infections fongiques.